# Xiphinema
Xiphinema es un género de nemátodos, de la familia Longidoridae en el orden Dorylaimida.
Son ectoparásitos de plantas que están presentes en el suelo. Presentan un estilete en su parte anterior con el que perforan el tejido de la raíz de la planta para alimentarse, por ello se les conoce como nematodos daga. Son de pequeño tamaño por lo que no pueden verse a simple vista si están mezclados con el suelo, pero pueden verse al microscopio.
Provocan daños directos e indirectos en plantas ornamentales y productoras de alimentos. Los daños directos son poco importantes y consisten en inflamaciones de las raicillas. Por el contrario, los daños indirectos son muy importantes ya que algunas especies son vectores transmisores de Nepovirus. En el caso de la vid son especialmente importantes X. index y X. italiae ya que pueden transmitir el virus del entrenudo corto (GFLV).

## Morfología
Xiphinema son nematodos grandes, miden entre 1,5 y 5,0 mm. Tienen un odontostilo largo y protrusible, con tres crestas basales en el extremo posterior del estilete y un anillo guía relativamente posterior en comparación con el género Longidorus. El odontostilo se alinea con la cutícula y a continuación del esófago, funcionando como superficie para que el virus del mosaico del género Arabis forme una monocapa, mediante la cual puede guiarse para llegar a plantas sanas. Xiphinema tiene un esófago con dos partes, el cual no contiene un metacorpus. Una modificación en el extremo posterior del esófago forma un bulbo muscular, mediante el cual se genera una acción de bombeo similar a la del metacorpus en otros nemátodos parásitos de plantas. La proporción de machos varía de abundante a escasa dependiendo de la especie. Los machos Males tienen un par de espículas pero no presentan gubernaculum ni bursa. Los machos de diferentes especies se pueden caracterizar atendiendo a la disposición y número variable de papilas. Las hembras tienen uno o dos ovarios.

## Historia
Xiphinema americanum fue la primera especie descrita por Nathan Augustus Cobb en 1913, quien adelantó la posibilidad de que fueran patógenos de plantas. Esto fue confirmado en 1949 y 1952.

### Lista de especies
El género incluye las siguientes especies:
| - Xiphinema abrantinum Roca & Pereira, 1991. - Xiphinema aceri Chizhov & al., 1986. - Xiphinema aequum Roca & Lamberti, 1988. - Xiphinema americanum Cobb, 1913. - Xiphinema artemisiae Chizhov & al., 1986. - Xiphinema bakeri - Xiphinema barense Lamberti & al., 1986. - Xiphinema basilgoodeyi Coomans, 1965. - Xiphinema belmontense Roca & Pereira, 1992. - Xiphinema brevicolle Lordello & Da Costa, 1961. - Xiphinema brevisicum Lamberti & al., 1994. - Xiphinema cadavalense Bravo & Roca, 1995. - Xiphinema coronatum Roca, 1991. - Xiphinema costaricense Lamberti & Tarjan., 1974. - Xiphinema coxi Tarjan, 1964. - Xiphinema coxi coxi Tarjan, 1964. - Xiphinema coxi europaeum Sturhan, 1985. - Xiphinema dentatum Sturhan, 1978. - Xiphinema diffusum Lamberti & Bleve-Zacheo, 1979. - Xiphinema dissimile Roca & al., 1988. - Xiphinema diversicaudatum (Micoletzky, 1927) — nématode migrant des racines. - Xiphinema diversum Roca & al., 1989. - Xiphinema duriense Lamberti & al., 1993. - Xiphinema elongatum Schuurmans Stekhoven & Teunissen, 1938. - Xiphinema exile Roca & al., 1989. - Xiphinema fortuitum Roca & al., 1988. - Xiphinema gersoni Roca & Bravo, 1993. - Xiphinema globosum Sturhan, 1978. - Xiphinema hispidum Roca & Bravo, 1994. - Xiphinema histriae Lamberti & al., 1993. - Xiphinema horvatovicae Barsi & Lamberti, 1999. - Xiphinema illyricum Barsi & Lamberti, 1999. - Xiphinema incertum Lamberti & al., 1983. - Xiphinema incognitum Lamberti & Bleve-Zacheo, 1979. - Xiphinema index Thorne & Allen, 1950. - Xiphinema ingens Luc & Dalmasso, 1964. - Xiphinema insigne - Xiphinema intermedium Lamberti & Bleve-Zacheo, 1979. - Xiphinema italiae Meyl, 1953. | * Xiphinema lafoense Roca & al., 1988. - Xiphinema lanceolatum Roca & Bravo, 1993. - Xiphinema lapidosum Roca & Bravo, 1993. - Xiphinema longistilum Lamberti & al., 1994. - Xiphinema lupini Roca & Pereira, 1993. - Xiphinema lusitanicum Sturhan, 1983. - Xiphinema macedonicum Barsi & Lamberti, 1999. - Xiphinema macroacanthum Lamberti & al., 1989. - Xiphinema madeirense Brown & al., 1992. - Xiphinema melitense Lamberti & al., 1982. - Xiphinema mesostilum Lamberti & al., 1994. - Xiphinema microstilum Lamberti & al., 1994. - Xiphinema neovuittenezi Dalmasso, 1969. - Xiphinema opisthohysterum Siddiqi, 1961. - Xiphinema pachtaicum (Tulaganov, 1938). - Xiphinema pachydermum Sturhan, 1983. - Xiphinema pombalense Bravo & Lamberti, 1996. - Xiphinema porosum Roca & Agostinelli, 1986. - Xiphinema pseudocoxi Sturhan, 1985. - Xiphinema pyrenaicum Dalmasso, 1969. - Xiphinema radicicola Goodey, 1936. - Xiphinema riparium Chizhov & al., 1991. - Xiphinema rivesi Dalmasso, 1969. - Xiphinema rotundatum Schuurmans Stekhoven & Teunissen, 1938. - Xiphinema sahelense Dalmasso, 1969. - Xiphinema santos Lamberti & al., 1993. - Xiphinema silvesi Roca & Bravo, 1998. - Xiphinema simile Lamberti & al., 1983. - Xiphinema taylori Lamberti & al., 1992. - Xiphinema tica Peraza-Padilla & al., 2017. - Xiphinema turcicum Luc & Dalmasso, 1964. - Xiphinema variurum Barsi & Lamberti, 1998. - Xiphinema vuittenezi Luc & al., 1964. |

## Distribución
El género Xiphinema se distribuye por todo el mundo. Dos de las especies más importantes por su impacto económico sobre la vid, X.index y X.americanum son comunes en los viñedos de California. Xiphinema diversicaudatum se encuentra en algunas zonas de los Estados Unidos, Europa y Australia.

## Reproducción
Los huevos son depositados individualmente en capas delgadas de agua en el suelo, sin formar una masa. Tras la eclosión de las larvas en un primer estadio juvenil, se producen tres o cuatro mudas, todas ellas en el suelo.

## Relación hospedador-parásito
Xiphinema tiene una gama de hospedadores muy amplia incluyendo cultivos de gran importancia económica, tales como uva, lúpulo y fresa. Otros anfitriones documentados son: nectarinos, robles, rosas, vides, frambuesas, zanahorias, cerezos, melocotoneros y soja.